# Stabrów
Stabrów – wieś w Polsce położona w województwie lubelskim, w powiecie zamojskim, w gminie Sitno.
| SIMC    | Nazwa             | Rodzaj    |
| ------- | ----------------- | --------- |
| 0898260 | Kolonia Górna     | część wsi |
| 0898277 | Kolonia pod Lasem | część wsi |
| 0898283 | Kolonia w Środku  | część wsi |
| 0898290 | Stara Wieś        | część wsi |

W latach 1975–1998 miejscowość administracyjnie należała do województwa zamojskiego.
Wieś jest sołectwem w gminie Sitno. Według Narodowego Spisu Powszechnego z roku 2011 wieś liczyła 661 mieszkańców. 
Wierni Kościoła rzymskokatolickiego należą do parafii Najświętszego Serca Jezusowego w Jarosławcu lub do parafii Podwyższenia Krzyża Świętego w Horyszowie Polskim.

## Historia
Stabrów alias Sztabrów, wieś z kolonią i folwarkiem w ordynacji Zamoyskich, klucza Horyszów, w powiecie zamojskim, parafii katolickiej w Sitańcu, prawosławnym Sitnie. Odległy od Zamościa (w Nowej osadzie) o 6 wiorst. Posiadał 5 domów dworskich, 47 osad włościańskich i 423 mieszkańców (290 katolików i 133 prawosławnych) oraz 931 mórg ziemi ornej i łąk.
W 1827 r. było tu 49 domów, 490 mieszkańców. Nazwa Sztabrów (według noty słownika) prawdopodobnie pochodzi od dość długiego o regularnej prawie linii rowu melioracyjnego przerzynającego łąki pomiędzy Sitnem a Stabrowem, który był przekopany dla odprowadzenia wody z tych łąk.